# Amphineurus fimbriatulus
Amphineurus fimbriatulus är en tvåvingeart som beskrevs av Alexander 1925. Amphineurus fimbriatulus ingår i släktet Amphineurus och familjen småharkrankar. Inga underarter finns listade i Catalogue of Life.